# Prima Flotta

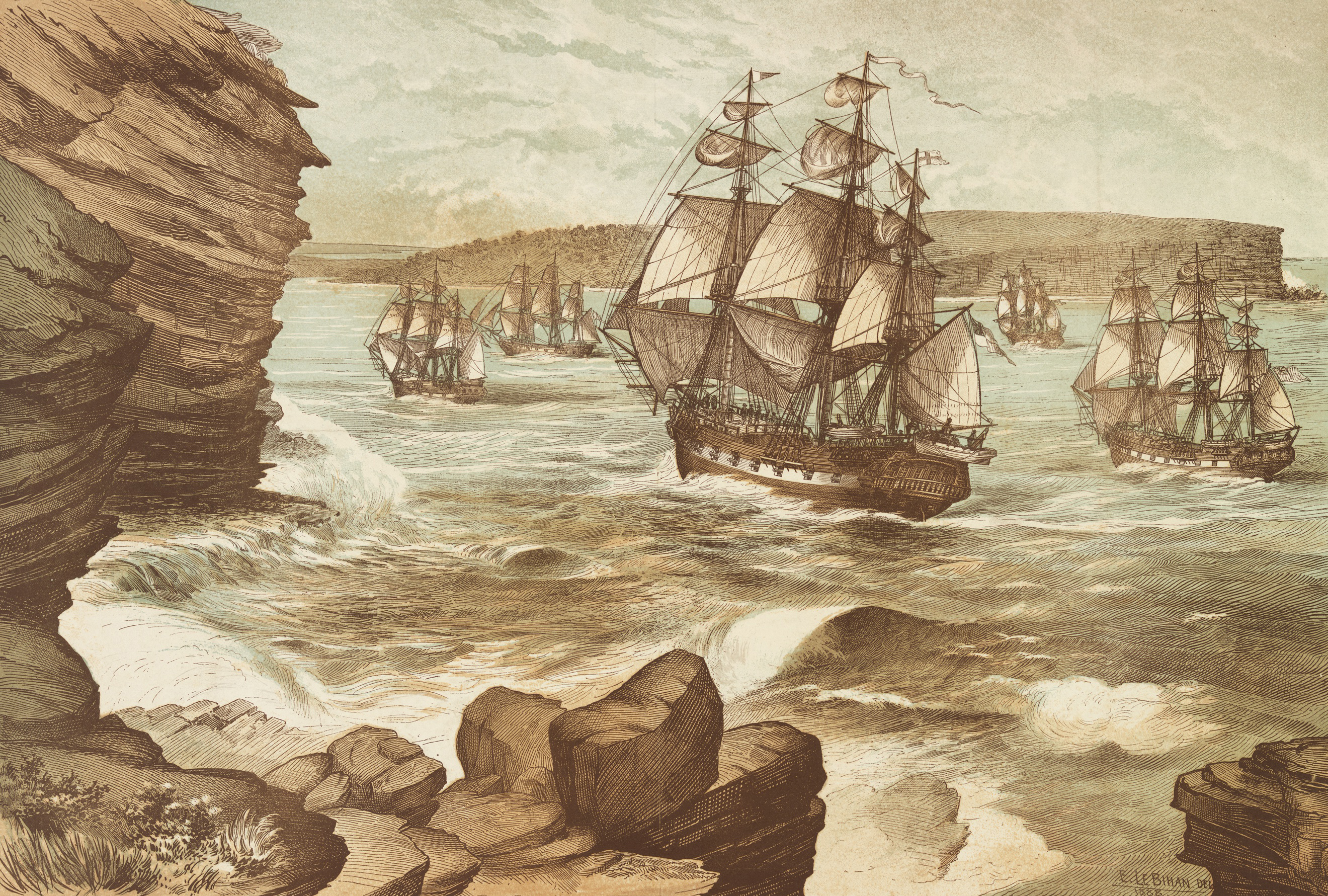
The First Fleet entering Port Jackson on January 26, 1788 dipinto da E. Le Bihan

Prima Flotta (in inglese First Fleet) è il nome dato alla flotta di 11 navi che lasciarono la Gran Bretagna il 13 maggio 1787 e i cui passeggeri fondarono una colonia penale nelle terre ancora poco conosciute dell'Australia.
Quegli stessi luoghi, oggi facenti parte della regione del Nuovo Galles del Sud, costituirono il primo insediamento europeo nel continente australiano.
Le undici navi erano comandate da Arthur Phillip, che divenne successivamente ammiraglio.
La flotta consisteva in due equipaggi della Royal Navy, tre mezzi commerciali e sei navi destinate al trasporto di galeotti (circa mille), marines e marinai, oltre che una grande quantità di merci. Dopo aver salpato da Portsmouth la flotta si diresse dapprima a sud-ovest verso Rio de Janeiro, poi a sud-est verso Città del Capo e, dopo avere circumnavigato Capo Agulhas e raggiunto le acque dell'Oceano Indiano, giunse a destinazione nel gennaio 1788 dopo più di 250 giorni di traversata.

## Storia
I condannati inglesi venivano deportati in America fino al 1782. A seguito della guerra d'indipendenza, nel 1783 l'America rifiutò di accettare altri galeotti. Il 6 dicembre del 1785, un concilio a Londra votò per la nuova destinazione dei galeotti peggiori in una colonia da fondare nel Nuovo Galles del Sud, una terra reclamata dagli inglesi grazie all'esploratore James Cook, che viaggiò nel Pacifico per conto della sua patria nel 1770. Le navi raggiunsero Botany Bay tra il 18 e il 20 gennaio 1788. La HMS Supply arrivò per prima, mentre le altre nei giorni seguenti e la maggior parte di esse il 20 gennaio.

## Equipaggio della Prima Flotta
Il numero di persone che fecero parte della Prima Flotta non è certo, ma, da alcune testimonianze rilasciate, i numeri erano pressappoco questi:

### Imbarcati a Portsmouth
- Ufficiali a bordo: 15
- Equipaggio: 323
- Marines: 247
- Mogli e bambini dei Marines: 46
- Carcerati (uomini): 582
- Carcerate (donne): 193
- Figli dei carcerati: 14
- Totali imbarcati: 1420

### Arrivati a Port Jackson
- Ufficiali a bordo: 14
- Equipaggio: 306
- Marines: 245
- Mogli e bambini dei Marines: 54
- Carcerati (uomini): 543
- Carcerate (donne): 189
- Figli dei carcerati: 22
- Totali imbarcati: 1373

Durante il viaggio vi furono ventidue nascite, di cui tredici maschi e nove femmine; inoltre sessantanove persone morirono, furono date per disperse o disertarono. Di queste, sessanta erano uomini e nove donne.

## Consistenza della Flotta

### Navi di scorta
- HMS Sirius - Ammiraglia della flotta
- HMS Supply

### Navi addette al trasporto dei carcerati
- Alexander
- Charlotte, Thomas Gilbert capitano
- Friendship
- Lady Penrhyn
- Prince Of Wales
- Scarborough

### Navi di riserva
- Borrowdale
- Fishburn
- Golden Grove

I tragetti catamarano dell'attuale golfo di Sydney prendono i loro nomi.

## Notabili presenti sulla Prima Flotta

### Ufficiali
- Augustus Alt, sorvegliante
- Richard Johnson, cappellano

### Equipaggio che rimase nella colonia
- Arthur Phillip, governatore
- Philip Gidley King, secondo luogotenente, più tardi luogotenente governatore delle Isole Norfolk, e terzo governatore della colonia
- John Hunter, capitano della Sirius, più tardi secondo governatore della colonia
- Henry Lidgbird Ball, capitano della Supply
- John White, capo medico
- Thomas Arndell, assistente capo medico, poi colono
- William Balmain, assistente capo medico, poi capo
- Arthur Bowes Smyth, assistente capo medico, autore del giornale di bordo
- Dennis Considen, assistente medico
- Thomas Jamison, allievo medico
- Henry Brewer, commesso di Phillip, preposto maresciallo, amministratore
- Quartermaster Henry Hacking, colono, esploratore
- George Raper, notevole illustratore

### Marines
- Maggiore Robert Ross, comandante, poi luogotenente governatore delle Isole Norfolk
- Secondo c. Ralph Clark, autore del giornale di bordo
- Capitano David Collins, giudice e avvocato, poi capo della prima colonia a Hobart
- Luogotenente William Dawes, ingegnere, perito, umanista
- Luogotenente George Johnston, successivamente comandante del NSW Corps
- Capitano Watkin Tench, autore del giornale
- Luogotenente William Bradley, autore del giornale, pittore
- William Tunks, fattore, possidente e membro del NSW Corps

## Collegamenti
- Complete list of the convicts of the First Fleet, su pcug.org.au. URL consultato il 10 dicembre 2013 (archiviato dall'url originale il 5 dicembre 2006).
- Searchable database of First Fleet convicts, su firstfleet.uow.edu.au.
- The First Fleet – State Library of NSW, su library.sl.nsw.gov.au.
- State Library of NSW – First Fleet Re-enactment Company records, 1978–1990: Presented by Trish and Wally Franklin, su acms.sl.nsw.gov.au.
- State Library of NSW – First Fleet Re-enactment Voyage 1987–1988, su library.sl.nsw.gov.au.
- Project Gutenberg Australia: The First Fleet, su gutenberg.net.au.
- Convict Records, su convictrecords.com.au.